# イゴール・アスタプコビッチ
イゴール・アスタプコビッチ （ベラルーシ語: Ігар Астапковіч, ラテン文字転写: Igor Astakovich、1963年1月4日 - ）は、ベラルーシの陸上競技選手である。ソ連時代から活躍していたハンマー投選手であり、1992年バルセロナオリンピックでは銀メダル。ソ連崩壊後はベラルーシ代表として2000年シドニーオリンピックでは銅メダルを獲得した。夫人のイリーナ・ヤチェンコはも円盤投の選手で、オリンピックで2個の銅メダルを獲得した選手である。

## 主な実績
| 年   | 大会                     | 場所                         | 種目       | 結果 | 記録  |
| ---- | ------------------------ | ---------------------------- | ---------- | ---- | ----- |
| 1987 | ユニバーシアード         | ザグレブ（ユーゴスラビア）   | ハンマー投 | 1位  | 78m46 |
| 1989 | ユニバーシアード         | デュースブルク（西ドイツ）   | ハンマー投 | 1位  | 80m56 |
| 1990 | ヨーロッパ陸上選手権     | スプリト（ユーゴスラビア）   | ハンマー投 | 1位  | 84m14 |
| 1991 | 世界陸上選手権           | 東京（日本）                 | ハンマー投 | 2位  | 80m94 |
| 1992 | オリンピック             | バルセロナ（スペイン）       | ハンマー投 | 2位  | 81m96 |
| 1993 | 世界陸上選手権           | シュトゥットガルト（ドイツ） | ハンマー投 | 2位  | 79m88 |
| 1994 | ヨーロッパ陸上選手権     | ヘルシンキ（フィンランド）   | ハンマー投 | 2位  | 80m40 |
| 1994 | IAAFワールドカップ       | ロンドン（イギリス）         | ハンマー投 | 2位  | 79m54 |
| 1995 | 世界陸上選手権           | イェーテボリ（スウェーデン） | ハンマー投 | 2位  | 81m10 |
| 1996 | オリンピック             | アトランタ（アメリカ合衆国） | ハンマー投 | 7位  | 78m20 |
| 1996 | IAAFグランプリファイナル | ミラノ（イタリア）           | ハンマー投 | 2位  | 79m84 |
| 2000 | オリンピック             | シドニー（オーストラリア）   | ハンマー投 | 3位  | 79m17 |
| 2004 | オリンピック             | アテネ（ギリシャ）           | ハンマー投 | 9位  | 76m22 |

## 自己ベスト
- ハンマー投　84m62 （1992年6月6日：セビリア）